# Sylvan
Sylvan és una sèrie de dibuixos animats creada per Antoni d'Ocon, produïda per D'Ocon Films i coproduïda per la Forta l'any 1989. Fou estrenada el 12 de setembre de 1995 per TV3, i es va reemetre posteriorment en diverses ocasions pel canal Super3, així com per Canal Nou.

## Argument
La sèrie està ambientada a l'edat mitjana, al regne del Rei Carles, quan tot era màgia i bruixeria. Sylvan, que significa home del bosc, és un jove cavaller que un dia el mag Linmer troba malferit al bosc encantat, serà l'escollit per combatre les forces del mal i convertit en un heroi, lluitarà amb fermesa per garantir la justícia i la llibertat.
Cada episodi és autoconclusiu i ofereix les aventures d'en Sylvan, la princesa Diana i el mag Linmer en la lluita contra el mal.

## Personatges

### Sylvan
Jove, astut, valent i molt llest, aquestes són les virtuts del Fill de Bosc. Li diuen així, perquè és al bosc on va aparèixer ferit. A partir d'aquell incident, i sense saber res del seu passat, s'ha dedicat a combatre les Forces del Mal, encapçalades per en Tenebres, el seu arxienemic. És un gran lluitador, però la intel·ligència i l'esperit d'entrega són el que el fan sortir victoriós de totes les aventures que viu al regne del Rei Carles. En Sylvan, però, està marcat pel destí i, a la llarga, s'haurà d'enfrontar a la seva pròpia llegenda.

### Princesa Diana
Orfe des de molt petita, ha crescut sempre envoltada de cavallers, soldats i el brugit de les batalles. A diferència de les nenes de la seva edat, la Diana només té una obsessió: que el seu pare la nomeni cavaller. Si no se'n surt, té intenció de fer-se monja, per no haver-se de casar amb cap dels nobles rics i vells que li proposa el Rei Carles. És valenta, aventurera, espavilada i molt agosarada. Amb en Sylvan, lluitarà amb l'esperança que algun dia se la miri amb uns altres ulls, per convertir-se en més que una simple amiga.

### Rei Carles
De vegades pot semblar que es comporta com un rei autoritari, però en el fons és un tros de pa. Amb els anys ha perdut l'esperit aventurer i ara es conforma amb el regne que té. Amo i Senyor de tot el que es veu al voltant del castell, té unes quantes preocupacions que gairebé no el deixen dormir: el Mag Linmer, que cada setmana li destrossa una part del castell; la seva filla, obsessionada a fer-se cavaller i a lluitar a les croades. La pitjor de totes, però, és el seu enemic de tota la vida: el capità Tenebres, l'enviat de les Forces del Mal.

### Mag Linmer
Enginyós, tossut, divertit, entranyable, i de vegades una mica sapastre, aquest mag fa servir tots els seus trucs, i en té molts, per crear tota mena d'invents que sovint acaben fent figa. El Rei Carles va cometre l'error d'acollir-lo al castell, i cada setmana ha de fer venir els paletes a reparar els seus estralls. Això sí, ha demostrat més d'un cop que sense la seva protecció contra els maleficis, les Forces del Mal ho tindrien molt més fàcil per envair el regne.